# Chatham-Kaka
|  | Dieser Artikel wurde aufgrund von formalen oder inhaltlichen Mängeln in der Qualitätssicherung Biologie zur Verbesserung eingetragen. Dies geschieht, um die Qualität der Biologie-Artikel auf ein akzeptables Niveau zu bringen. Bitte hilf mit, diesen Artikel zu verbessern! Artikel, die nicht signifikant verbessert werden, können gegebenenfalls gelöscht werden. Lies dazu auch die näheren Informationen in den Mindestanforderungen an Biologie-Artikel. |

Der Chatham-Kaka (Nestor chathamensis) ist ein ausgestorbener Papagei, der auf den Chathaminseln, Neuseeland, endemisch war.
Die ersten Individuen wurden fälschlicherweise als Exemplare des Kaka identifiziert, aber detaillierte Untersuchungen an subfossilen Knochen ergaben, dass sie zu einer eigenen Spezies gehören.
Nachdem um 1550 Polynesier auf der Insel sesshaft wurden, dauerte es keine 150 Jahre mehr und der Chatham-Kaka war ausgestorben. Nähere Beschreibungen, Bälger oder Federn sind heute nicht mehr erhalten.

## Klassifizierung
Der Chatham-Kaka gehört zur Gattung Nestor in der Familie der Nestoridae, einer kleinen Gruppe von Papageien, die in Neuseeland heimisch sind. Er gilt als näher verwandt mit dem Kaka (Nestor meridionalis) und dem ebenfalls ausgestorbenen Norfolk-Kaka (Nestor productus), als mit dem Kea (Nestor notabilis).

## Ökologie
Der Chatham-Kaka war ein im Wald lebender Papagei mit einem breiteren Becken und längeren Beinen als der Nordinsel-Kaka Nestor meridionalis septentrionalis. Wie für viele andere auf Neuseeland endemisch lebende Vogelarten gab es auch für den Chatham-Kaka keine natürlichen Feinde. Außerdem wird vermutet, dass er, ähnlich wie der Kakapo, ein schlechter Flieger war.